# 傑夫·福騰伯里
傑夫·福騰伯里（Jeffrey Lane "Jeff" Fortenberry；1960年12月27日—）是美國的一位政治人物。从2005年到2022年，他是內布拉斯加州第一選舉區選出的美國眾議院議員。福騰伯里擁有喬治城大學的公共政策學位。福騰伯里已經結婚並且有五個孩子，他是一位虔誠的羅馬天主教教徒。2022年3月24日，福騰伯里因向联邦调查局谎报来自外国的竞选捐款而被一个加利福尼亚州的美国联邦法院定罪。随后，福騰伯里宣布在2022年3月31日辞职。